# Charles Louis Guillaume Mathieu
Charles Louis Guillaume Mathieu, född 1828, död 1904, var en tysk pomolog.Auktorsnamnet C.L.G.Mathieu kan användas för Charles Louis Guillaume Mathieu i samband med ett vetenskapligt namn inom botaniken; se Wikipediaartiklar som länkar till auktorsnamnet. 
Mathieu tillhörde en från Frankrike till Tyskland invandrad släkt av trädgårdsodlare. Han gjorde sig känd i synnerhet genom arbetet Nomenclator pomologicus (1889).